# Ouled Sidi Mihoub
Ouled Sidi Mihoub là một đô thị thuộc tỉnh Relizane, Algérie. Dân số thời điểm năm 2002 là 6.646 người.